# Мужская сборная Республики Корея по хоккею на траве
Мужская сборная Республики Корея по хоккею на траве — мужская сборная по хоккею на траве, представляющая Республику Корея на международной арене. Управляющим органом сборной выступает Ассоциация хоккея на траве Республики Корея (англ. Korea Hockey Association).
Сборная занимает (по состоянию на 16 июня 2014) 8-е место в рейтинге Международной федерации хоккея на траве (FIH).

## Результаты выступлений

### Летние Олимпийские игры
- 1908 — 1984 — не участвовали
- 1988 — 10-е место
- 1992 — не участвовали
- 1996 — 5-е место
- 2000 —
- 2004 — 8-е место
- 2008 — 6-е место
- 2012 — 8-е место

### Чемпионат мира по хоккею на траве
- 1971 — 1990 — не участвовали
- 1994 — 8-е место
- 1998 — 7-е место
- 2002 — 4-е место
- 2006 — 4-е место
- 2010 — 6-е место
- 2014 — 10-е место

### Азиатские игры
- 1958 —
- 1962 — 8-е место
- 1966 — 6-е место
- 1970 — не участвовали
- 1974 — не участвовали
- 1978 — не участвовали
- 1982 — 5-е место
- 1986 —
- 1990 — 4-е место
- 1994 —
- 1998 —
- 2002 —
- 2006 —
- 2010 — 4-е место
- 2014 —

### Чемпионат Азии
- 1982 — не участвовали
- 1985 —
- 1989 —
- 1993 —
- 1999 —
- 2003 —
- 2007 —
- 2009 —
- 2013 —

### Трофей чемпионов
- 1978—1996 — не участвовали
- 1997 — 6-е место
- 1998 — 4-е место
- 1999 —
- 2000 —
- 2001 — 6-е место
- 2002 — 6-е место
- 2003—2006 — не участвовали
- 2007 — 4-е место
- 2008 — 6-е место
- 2009 —
- 2010 — не участвовали
- 2011 — 8-е место
- 2012 — не участвовали
- 2014 — не участвовали

### Champions Challenge
- 2001 — не участвовали
- 2003 —
- 2005 —
- 2007 — не участвовали
- 2009 — не участвовали
- 2011 — не участвовали
- 2012 —
- 2014 —

## Текущий состав
Состав команды был объявлен перед чемпионатом мира 2014, прошедшем в мае-июне в Гааге, Голландия.
Главный тренер: Shin Seok-kyo
| №  | Игрок            | Поз. | Возраст |
| -- | ---------------- | ---- | ------- |
| 1  | Lee Myung-ho     | GK   | 34      |
| 5  | Oh Dae-keun      |      | 32      |
| 6  | Lee Nam-yong     |      | 30      |
| 7  | Kang Moon-kweon  |      | 26      |
| 8  | Lee Seung-il (c) |      | 31      |
| 9  | Yoon Sung-hoon   |      | 31      |
| 10 | You Hyo-sik      |      | 32      |
| 12 | Jung Man-jae     |      | 23      |
| 13 | Kang Moon-kyu    |      | 26      |

| №  | Игрок          | Поз. | Возраст |
| -- | -------------- | ---- | ------- |
| 14 | Hyun Hye-sung  |      | 27      |
| 16 | Kim Jae-hyeon  | GK   | 26      |
| 17 | Hong Eun-seong |      | 31      |
| 19 | Kim Young-jin  |      | 29      |
| 21 | Lee Seung-hoon |      | 29      |
| 22 | Kim Seong-kyu  |      | 27      |
| 25 | Jang Jong-hyun |      | 30      |
| 27 | Jeon Byung-jin |      | 24      |
| 32 | Nam Hyun-woo   |      | 26      |